# Kårup Skov
Kårup Skov er ejet af Odsherred Statsskovdistrikt.
Enkelte dele af Kårup Skov blev tilplantet i slutningen af 1800-tallet. Omkring anden verdenskrig blev resten tilplantet af en savværksejer. Området havde før dette været overdrev og sandede marker. Kårup skov er i dag en meget varieret skov, med dele med monotype træer i rækker, og andre dele hvor skoven fremstår som selvsået naturskov.
Staten ejer Kårup skov, som den købte i 1975 samtidig med at staten begyndte at opkøbe arealer i Bjergene, som i dag er en del af den fredede Geopark Odsherred. 90 hektar af den i alt 167 hektar store skov er fredet.
Inde i skoven ligger de 3 gravhøje kaldet Orhøje, samt bakkertoppene Kallebjerg og Lerbjerg. Skoven er meget kuperet. Skoven er tæt gennemkrydset af stier, inklusiv 3 mountainbike-router (rødt, blåt, og sort spor). De forskellige dele af skoven har meget forskellige udtryk.
Mellem Kårup skov og Lejrebjerg Skov ligger et stort indhegnet overdrev som tidligere var skov, men som i dag sparsomt afgræsses af køer. Den nordvestlige del af Kårup Skov kaldes Næsskov, hvoraf en del er udlagt til store sommerhusgrunde. Skoven grænser op til det fredede Ordrup Næs.

## Literatur
- Naturen i sommerhusområder: Kårup Skov og Ordrup Næs - Skrevet af Berit Jakobsen, Charlotte Helsted, samt Grundejerforeningen for Kårup Skov og Ordrup Næs[4]

## Eksterne links
- Grundejerforeningen Kårup Skov og Ordrup Næs

|  | Denne artikel om lokaliteten Kårup Skov kan blive bedre, hvis der indsættes et (bedre) billede. Du kan hjælpe ved at afsøge Wikimedia Commons for et passende billede eller lægge et op på Wikimedia Commons med en af de tilladte licenser og indsætte det i artiklen. |

55°48′40″N 11°23′20″Ø / 55.81111°N 11.38889°Ø